# 258
Năm 258 là một năm trong lịch Julius. 